# ستيف سميث (لاعب كريكت)
ستيف سميث (18 أكتوبر 1961 بسيدني في أستراليا - ) (بالإنجليزية: Steve Smith)‏ هو لاعب كريكت أسترالي. لعب مع فريق جنوب ويلز الجديد للكريكت ‏ وGauteng (cricket team) ‏.

## وصلات خارجية
- ستيفن سميث على موقع إي آس بي آن كريك إنفو (الإنجليزية)